# Jelovik (Aranđelovac)
Pour les articles homonymes, voir Jelovik.
Jelovik (en serbe cyrillique : Јеловик) est un village de Serbie situé dans la municipalité d'Aranđelovac, district de Šumadija. Au recensement de 2011, il comptait 362 habitants.

## Démographie
| 1948  | 1953  | 1961 | 1971 | 1981 | 1991 | 2002 | 2011 |
| ----- | ----- | ---- | ---- | ---- | ---- | ---- | ---- |
| 1 031 | 1 036 | 969  | 803  | 686  | 578  | 480  | 362  |

|  |